# A Margem
A Margem é um filme de drama e romance brasileiro em preto e branco, lançado em 1967 e dirigido por Ozualdo Ribeiro Candeias. Em novembro de 2015 o filme entrou na lista feita pela Associação Brasileira de Críticos de Cinema (Abraccine) dos 100 melhores filmes brasileiros de todos os tempos.

## Elenco
- Mário Benvenutti
- Valeria Vidal
- Bentinho
- e outros